# Datnioides campbelli
Datnioides campbelli är en fiskart som beskrevs av Whitley, 1939. Datnioides campbelli ingår i släktet Datnioides och familjen Datnioididae. Inga underarter finns listade i Catalogue of Life.